# Antioh, sin Selevka IV.
Antioh  (grško starogrško Ἀντίοχος, Antíohos) je bil helenistični monarh Selevkidskega cesarstva, ki je vladal od 175 do 170 pr. n. št, * okoli  180 pr. n. št., † 170 pr. n. št.

## Življenje
Natančen datum njegovega rojstva ni znan. S portreta na njegovem kovancu je moč sklepati, da je bil ob prihodu na prestol leta 175 pr. n. št. star okoli pet let. 
Bil je mlajši sin kralja Selevka IV. in njegove žene Laodikeje IV. Apamejski sporazum z Rimsko republiko iz leta 188 pr. n. št. je poraženega Antioha III. obvezal, da je v Rim poslal talca. Sprva je bil za talca poslan Antiohov stric Antioh IV. Po smrti Antioha III. leta 187 pr. n. št. je Selevk IV. svojega brata Antioha IV. zamenjal s svojim najstarejšim sinom in naslednikom Demetrijem I., ker je Rim menil, da mora biti talec vladarjev sin. Zamenjava je potekla pred letom 178 pr. n. št.
Smrt Selevka IV. leta 175 pr. n. št. in odsotnost Demetrija I. sta privedla do razglasitve mladega Antioha za perzijskega kralja. Resnično oblast v državi je imel minister Heliodor, ki je verjetno umoril Selevka IV.  Antioh IV. je medtem prišel v Sirijo in se nezakonito razglasil za Antiohovega sovladarja.  Heliodorja je odstavil, svojega nečaka pa držal v ozadju. Mladi Antioh je leta 170/169 pr. n. št. nenadoma umrl. Verjetno so ga na ukaz Antioha IV. umorili.